# La danza del corazón
La danza del corazón es una película española de género musical, dirigida por Ignacio Iquino y Raúl Alfonso y protagonizada en los papeles principales por Tony Leblanc, Isabel de Castro y Manuel Monroy.
Está basada en la novela homónima del escritor José Francés publicada en 1913.

## Sinopsis
Elena se enamora del director de una compañía de zarzuelas a su paso por una capital española. Se marcha con él, pero su padre se opondrá a esta relación. El remordimiento de haber desobedecido a su padre y haberle dejado solo no desaparece, hasta el punto de llegar al límite de la ruptura.

## Reparto
- Tony Leblanc como Luis Calzada
- Isabel de Castro como Elena Montes
- Manuel Monroy como Joaquín Solari
- Tita Gracia  como Mari Morales
- Soledad Lence	como Vicenta
- Barta Barri como Don Pablo
- Carlos Otero como Maestro Luján
- María Zaldívar como  Tía Rosa
- Juan Montfort	 como García
- Paco Martínez Soria como Jaime Miravall
- Mercedes Mozart como Alejandrina